# Reithrodontomys creper
Reithrodontomys creper is een zoogdier uit de familie van de Cricetidae. De wetenschappelijke naam van de soort werd voor het eerst geldig gepubliceerd door Bangs in 1902.

## Verspreiding
Reithrodontomys creper is de grootste oogstmuis met een gewicht van 19 tot 28 gram. Deze soort leeft in de nevelwouden en páramo van 1.300 tot 3.350 meter hoogte in de Cordilleras de Tilarán, Central, Talamanca en Chiriquí in Costa Rica en westelijk Panama.